# NGC 3649
NGC 3649 é uma galáxia espiral barrada (SBa) localizada na direcção da constelação de Leo. Possui uma declinação de +20° 12' 31" e uma ascensão recta de 11 horas, 22 minutos e 14,8 segundos.
A galáxia NGC 3649 foi descoberta em 23 de Fevereiro de 1784 por William Herschel.